# Imperio de Vietnam
El Imperio de Vietnam (en vietnamita: Đế quốc Việt Nam; en japonés: ベトナム帝国, Betonamu Teikoku) fue el Estado títere del Imperio del Japón que existió durante 1945. Tuvo una corta existencia, dado que coincidió con el final de la Segunda Guerra Mundial y la rendición de Japón. 
Después de que los japoneses tomaran el control total de la Indochina francesa en marzo de 1945, estos sopesaron la idea para el establecimiento de Estados títeres en el antiguo territorio colonial. Esta idea procedía en parte de los planteamientos teóricos de la denominada Esfera de Coprosperidad de la Gran Asia Oriental, una gran comunidad de estados asiáticos que se construiría alrededor de Japón y en la que él sería el centro de la misma. Su creación, no obstante, se hizo en una fecha demasiado tardía de la Segunda Guerra Mundial como para que pudiera tener algún influencia.

## Orígenes
Durante la Segunda Guerra Mundial, tras la caída de Francia y el establecimiento de la Francia de Vichy, las nuevas autoridades francesas habían perdido en la práctica el control de la Unión Indochina a favor de los japoneses, aunque estos mantuvieron a los funcionarios y la administración colonial francesa. Esta situación cambió repentinamente el 9 de marzo de 1945 cuando Japón se hizo con el control total. Para ganarse el apoyo de la población vietnamita, las autoridades japonesas declararon su intención de devolver su soberanía a Vietnam; Al mismo tiempo el antiguo emperador Bảo Đại declaró nulo el Tratado firmado con Francia en 1884. Trần Trọng Kim, un renombrado docente e historiador, fue elegido para liderar el nuevo gobierno como primer ministro.

## Política y gobierno

### Medidas constitucionales

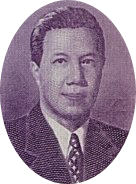
Bảo Đại, antiguo Emperador de Annam, fue el jefe de Estado nominal del Imperio de Vietnam en 1945.

En su primera reunión en Huế el 4 de mayo de 1945, Kim y sus ministros dedicaron una larga reunión con el fin de perfilar las líneas maestras del nuevo régimen. Una de sus primeras resoluciones fue alterar el nombre nacional del país al de Việt Nam. Esta decisión también implicaba la unidad territorial; El nombre de "Việt Nam" había sido una elección del Emperador Gia Long después de su ascenso al trono en 1802. Y ahora, resultaba ser la primera vez que nacionalistas vietnamitas en las regiones septentrionales, centrales y meridionales oficialmente reconocían este nombre. Cuando se produjo la proclamación del Imperio de Vietnam, los japoneses mantuvieron el control directo de Cochinchina al igual que habían hecho el poder colonial francés.
Así mismo se produjeron algunos cambios en topónimos (como la recuperación del precolonial "Thuận Hóa" para denominar a Huế), o sustituir el término francés de "Annamitas" (considerado peyorativo) para referirse a la población vietnamita y empezar a usar el término "Vietnamitas". Las primeras medidas de Kim buscaban la creación de una conciencia nacional vietnamita y poner fin a la diferenciación en tres regiones ("Tonkín", "Annam" y "Cochinchina") que las autoridades francesas habían mantenido. El 12 de junio el primer ministro eligió una nueva bandera nacional, de color amarillo y con tres finas franjas rojas horizontales en el centro, y un nuevo himno nacional, el antiguo himno Dang Dan Cung (El Rey monta su trono).

### Reforma educativa
Inicialmente, el nuevo gobierno puso un gran énfasis en la reforma de la educación, previendo un gran desarrollo de las técnicas educativas; Particularmente acariciada era la idea de la escritura romanizada (quốc ngữ) durante los estudios primarios. En julio, cuando los japoneses ya habían decidido garantizar completamente la independencia y unidad territorial de Vietnam, el gobierno Kim ya se encontraba dando sus primeros pasos para llevar a la realidad su reformas educativas con la idea final de crear un nuevo Sistema de educación nacional.

### Reforma judicial
El ministro de Justicia Trịnh Dinh Thao preparó un intento de reforma judicial de la que solo pudo llevar a cabo un a pequeña parte: Entre otras medidas, promulgó la amnistía y revisión de sentencias para prisioneros políticos como activistas antifranceses y comunistas. Paradójicamente, los militantes comunistas se vieron con total libertad para llevar sus actividades políticas.

### Democratización y mayor participación política
Otra de las pretensiones del gobierno Kim era una supuesta mayor democratización y participación pública en la política. En este sentido, en los meses siguientes a la constitución del gobierno se procedió a la creación de distintas asociaciones (Juveniles, culturales, etc.) que movilizaran la fuerza popular como un emblema de apoyo al nuevo régimen. Kim puso especial énfasis en la movilización de la juventud, y las autoridades intentaron alcanzar una centralización o unificación de todas las organizaciones juveniles en Vietnam. Incluso, llegó a instituirse la Libertad de expresión, que paradójicamente también trajo la crítica a las políticas gubernamentales. De hecho, la incipiente actividad de los grupos juveniles facilitó que algunos de ellos (especialmente las juventudes comunistas) pudieran emprender con libertad actividades antigubernamentales. El Kempeitai japonés respondió con el arresto de cientos de activistas pro-comunistas.

### Unificación territorial

La nueva Bandera del Imperio, escogida por las autoridades vietnamitas del Gobierno Kim.

El hecho más notable del gobierno de Kim fue el éxito logrado en las negociaciones con los japoneses para conseguir una unificación territorial de la nación. Los franceses habían subdividido Vietnam en tres regiones separadas: Cochinchina (en 1862), Annam y Tonkín (ambas, en 1884). Cochinchina quedó bajo control directo mientras que las otras dos regiones fueron oficialmente designadas como “protectorados”. No obstante, las autoridades japonesas no eran tan entusiastas respecto a la cuestión de la unificación y cuando en abril se formó el Gobierno Kim, estos mantuvieron el control directo sobre las ciudades de Hanói, Haiphong, y Da Nang y el sur de Vietnam siguió bajo control japonés, como lo había estado con los franceses. A comienzos de mayo de 1945, el ministro de Asuntos Exteriores Tran Van Chuong empezó las negociaciones con las autoridades japonesas en Hanói para que estas devolvieran el control de estas ciudades, aunque desde el comienzo los japoneses se negaron dado que constituían puntos estratégicos clave en su guerra defensiva contra las fuerzas aliadas. No obstante, el 16 de junio Bảo Đại promulgó un decreto en el que proclamaba la cercanía de la reunificación de Vietnam, y el 29 de junio el Gobernador-general japonés, el General Tsuchihashi, firmó una serie de decretos que incluían el traspaso de distintas competencias a los gobiernos de Vietnam, Laos y Camboya.
En otro orden de cosas, los líderes vietnamitas invitaron a los representantes de las regiones del sur para trabajar conjuntamente en un Vietnam reunificado. El 13 de julio, Trần Trọng Kim llegó a Hanói para llevar personalmente la rienda de las negociaciones con el Gobernador general japonés, quién finalmente aceptó entregar el control de las ciudades de Hanói, Haiphong y Da Nang al gobierno vietnamita. Después de la reunión, el primer ministro se trasladó a Saigón para asistir a las ceremonias de reunificación previstas para el 8 de agosto.

## Caída y desaparición

### Rendición de Japón
Toda las medidas emprendidas por el Gobierno Kim se iban a ver rápidamente sobrepasadas por la presión externa de la Guerra mundial y las disputas internas. El 26 de julio los líderes aliados exigieron la rendición incondicional de Japón; Los japoneses hacía meses que se hallaban a la defensiva y perdiendo terreno rápidamente, esperando poder alcanzar un cese del fuego honorable. En Vietnam la posibilidad de futuros castigos por colaboracionismo desbandaron numerosos posibles apoyos al nuevo gobierno; A medida que la cercanía del fin de la guerra se acercaba, el desapego se extendió entre los funcionarios y colaboradores del gobierno vietnamita. Los Consejos de ministros celebrados el 5 y el 6 de agosto acabaron destacando por las disputas personales y la renuncia de los ministros de Interior, Economía y Suministros. De hecho el ministro de Economía, Ho Ta Khanh, fue más allá y exigió la renuncia del gobierno en bloque, proponiendo la posibilidad de que el Vietminh gobernase dado su tamaño y poder; Finalmente el gobierno dimitió el 7 de agosto. El Emperador Bảo Đại preguntó a Kim si era posible formar un nuevo gobierno, pero el final de la guerra lo hizo imposible.
El 8 de agosto de 1945 la Unión Soviética declaró la guerra a Japón e invadió Manchukuo; Al día siguiente fue arrojada otra bomba atómica sobre Nagasaki, y ello supuso el final de la resistencia japonesa. Las autoridades japonesas resolvieron conceder al gobierno Kim y a los nacionalistas vietnamitas la completa independencia y unificación que habían ansiado durante décadas. Al primer ministro Kim le urgieron algunos funcionarios para que se trasladara a Saigón y aceptase oficialmente la entrega del poder, pero varios colaboradores le disuadieron a permanecer en la capital. Los colaboradores del emperador Bảo Đại le urgían para que abdicara voluntariamente dadas las circunstancias internacionales. Al mismo tiempo, numerosos funcionarios empezaron a actuar por su cuenta y a pactar con los comités locales del Vietminh, movimiento que a partir de entonces llevó la ventaja a la hora de ocupar el vacío de poder dejado por el final de la contienda. Lo cierto es que los Vietminh se encontraban a punto de llevar a cabo su plan maestro.

### El Vietminh toma el poder

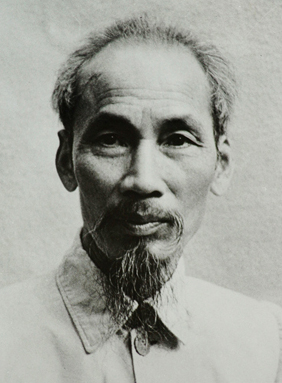
Hồ Chí Minh, líder del Viet Minh y autoproclamado Presidente de la República Democrática de Vietnam.

Hacia agosto de 1945 Vietnam venía sufriendo una época de cambios políticos de amplio calado. Por un lado, las potencias aliadas empezaban a imponer sus futuras políticas de posguerra en Vietnam, que incluían el desarme de las tropas japonesas y la división de Indochina en dos áreas. Después del anuncio de la rendición japonesa, tanto el personal militar como civil de la colonia estaban firmemente convencidos en la rendición aunque su postura hacia los vietnamitas difería. Mientras que algunos japoneses eran favorables al Vietminh (liberando prisioneros políticos y armando a sus unidades), otros (incluyendo la mayor parte de la oficialidad) eran partidarios de usar sus fuerzas para apoyar al gobierno nacionalista de Kim y aplastar a los comunistas. Aun así fueron los comunistas quienes llevaron la ventaja en el camino por ocupar el vacío militar recientemente dejado por las autoridades niponas, a pesar de la explosión de grupos políticos que tuvo lugar por aquellos días.
En vistas de la rendición incondicional, el Primer ministro vietnamita Kim y sus seguidores intentaron tomar el control de la situación; Así, el 12 de agosto el gobierno vietnamita se auto-proclamó como un Gobierno provisional para intentar hacerse cargo del orden y el control del país. Por su parte los partidarios y activistas del Vietminh comenzaron a moverse y prepararse de cara a la nueva situación que se dibujaba. Nguyen Van Sam llegó a Saigón el 22 de agosto para intentar hacerse tomar las riendas del sur del país y, al mismo tiempo, asistir a la Declaración oficial de independencia nacional y de reunificación territorial. Sin embargo, el Vietminh terminó por hacer prevalecer su poder y dio lugar a la denominada  Revolución de agosto. El 17 de agosto los cuadros políticos del Vietminh en Hanói se hicieron con el control de una importante manifestación organizada por la Asociación General de Empleados Públicos y que había sido convocada tanto para celebrar los actos festivos de la independencia/reunificacioon del país como para apoyar al Gobierno Kim. Dos días más tarde, coincidiendo con el Cese de fuego del Ejército Imperial Japonés, el gobierno imperial vietnamita colapsó definitivamente. El 23 de agosto el Vietminh se hizo con el control de Huế. Y dos días más tarde, Bảo Đại abdicó oficialmente y las autoridades de Saigón entregaron el control de la ciudad al Vietminh. El Imperio de Việt Nam había caído junto a la japonesa Esfera de Coprosperidad de la Gran Asia Oriental. El último acto del Vietminh se produjo el 2 de septiembre en Hanói cuando tuvo lugar la proclamación de la República Democrática de Vietnam por Hồ Chí Minh y el comienzo de un nuevo periodo en la historia de Vietnam.